# Busto de Adriano
El Busto retrato de Adriano (en griego: Πορτραίτο του Αδριανού) es la parte superior de una estatua colosal del emperador romano Adriano (r. 117-138) que se conserva en el Museo Arqueológico del Pireo en Grecia. Es la única estatua colosal del emperador que se conserva actualmente en Grecia.

## Historia
Adriano visitó la ciudad de Atenas por primera vez en el año 124 d. C., y fue poco después de esa visita cuando se construyó la estatua. Se ha asociado con las termas romanas de la calle Kolokotroni 118, que se encuentran a una distancia de 100 m al este de donde se encontró la estatua. Papastamos la sitúa en la última visita de Adriano a Atenas, hacia 131 o 132 d. C..

### Descubrimiento
Los restos de la estatua fueron encontrados en 1963 en el puerto de El Pireo bajo el edificio Laimos, en la calle Akti Miaouli 35-39. Las conchas marinas adheridas a su superficie demuestran que la zona hallada, justo fuera de la muralla, estuvo bajo el nivel del mar en la antigüedad.

## Descripción
Se trata de una cabeza con una altura total existente de 1,48 m, una anchura de 98 cm y una altura de la cabeza de 49 cm. 
Según los cálculos, la altura total de la estatua habría sido de unos 3,20-3,30 m. Está realizada en mármol pentélico. La cabeza y la superficie frontal del torso están muy desgastadas por la erosión marina, a excepción de la espalda, que se conserva en mejor estado. Faltan el hombro derecho y grandes trozos de la parte derecha del pecho. El emperador está de pie con la cabeza ligeramente girada hacia la izquierda. Lleva una túnica, de la que se ve una pequeña parte en la parte posterior del brazo izquierdo. Sobre ella llevaba una coraza, que no se conserva, y un paludamentum. A la izquierda, dos hileras de correas de cuero con flecos cuelgan por debajo de la coraza para proteger el hombro. El paludamentum está plegado sobre el hombro izquierdo y cubre toda la espalda. El contorno de la cara es ovalado. Su frente es ancha y la nariz gastada algo grande, sus ojos no tienen detalles grabados. Las cejas fruncidas y los labios apretados confieren al rostro cierta seriedad, pero también amabilidad y dulzura. El pelo está peinado hacia delante desde la parte superior de la cabeza. Termina en ocho amplias cúspides en espiral, peinadas hacia la izquierda. Los esturiones sobre la frente son más grandes que el resto, y la barba de Adriano es corta. Como no se conserva nada del hombro y el brazo derechos, no podemos saber qué pose tenía. La mano izquierda probablemente sostenía una espada y parte del paludamentum.

## Antecedentes
Adriano del Pireo es la única estatua colosal de Adriano que se conserva (aunque parcialmente) en Grecia. Según Pausanias, detrás del templo de Zeus Olímpico en Atenas había una estatua del emperador de tamaño natural, un regalo de los atenienses dedicado a la política griega de Adriano y símbolo de la gratitud de los ciudadanos por el trabajo de Adriano en Atenas. Dado que se encontró en el puerto, tal vez estaba destinado a ser llevado al extranjero.

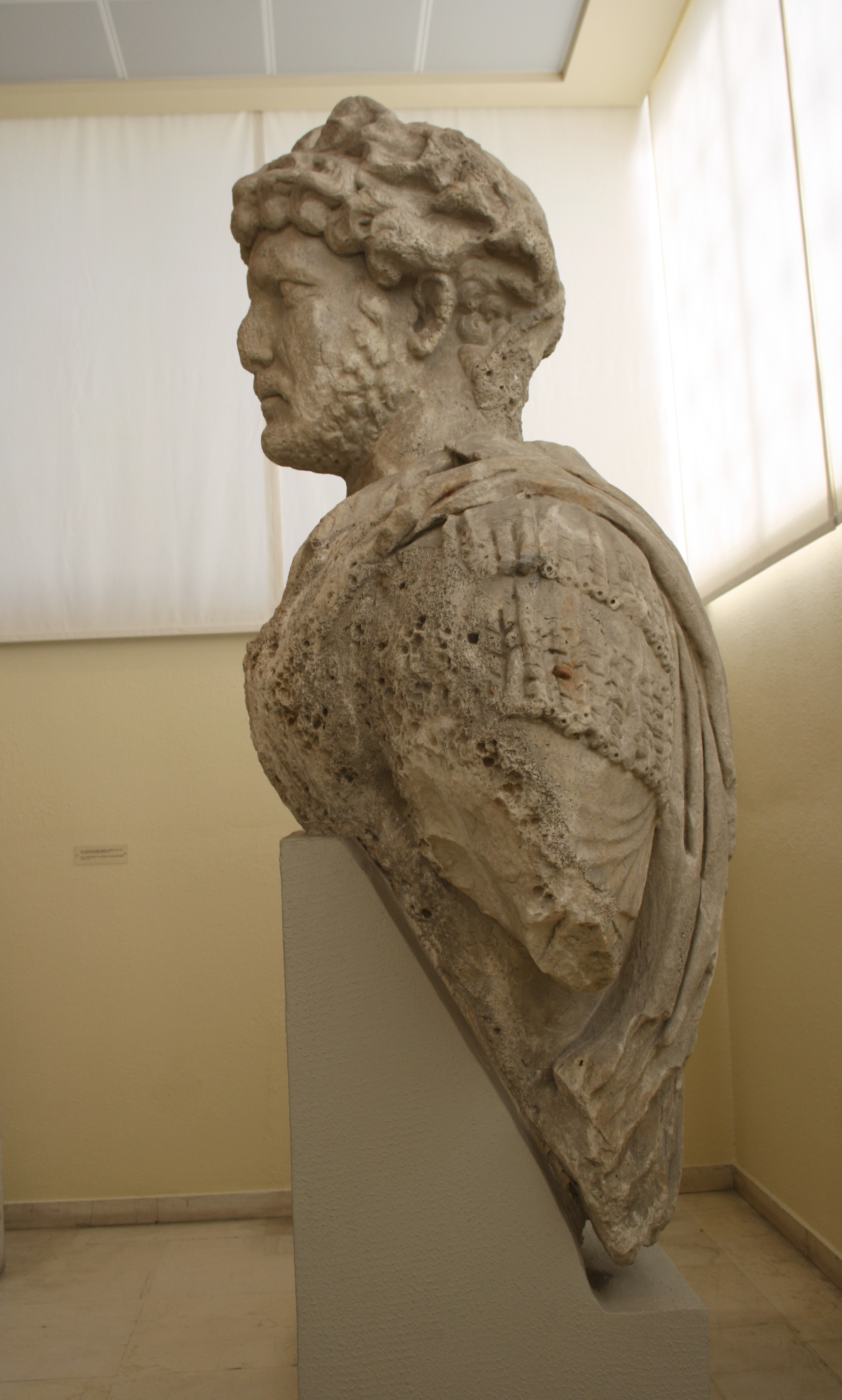
Adriano. En primer plano, arriba el paludamentum.
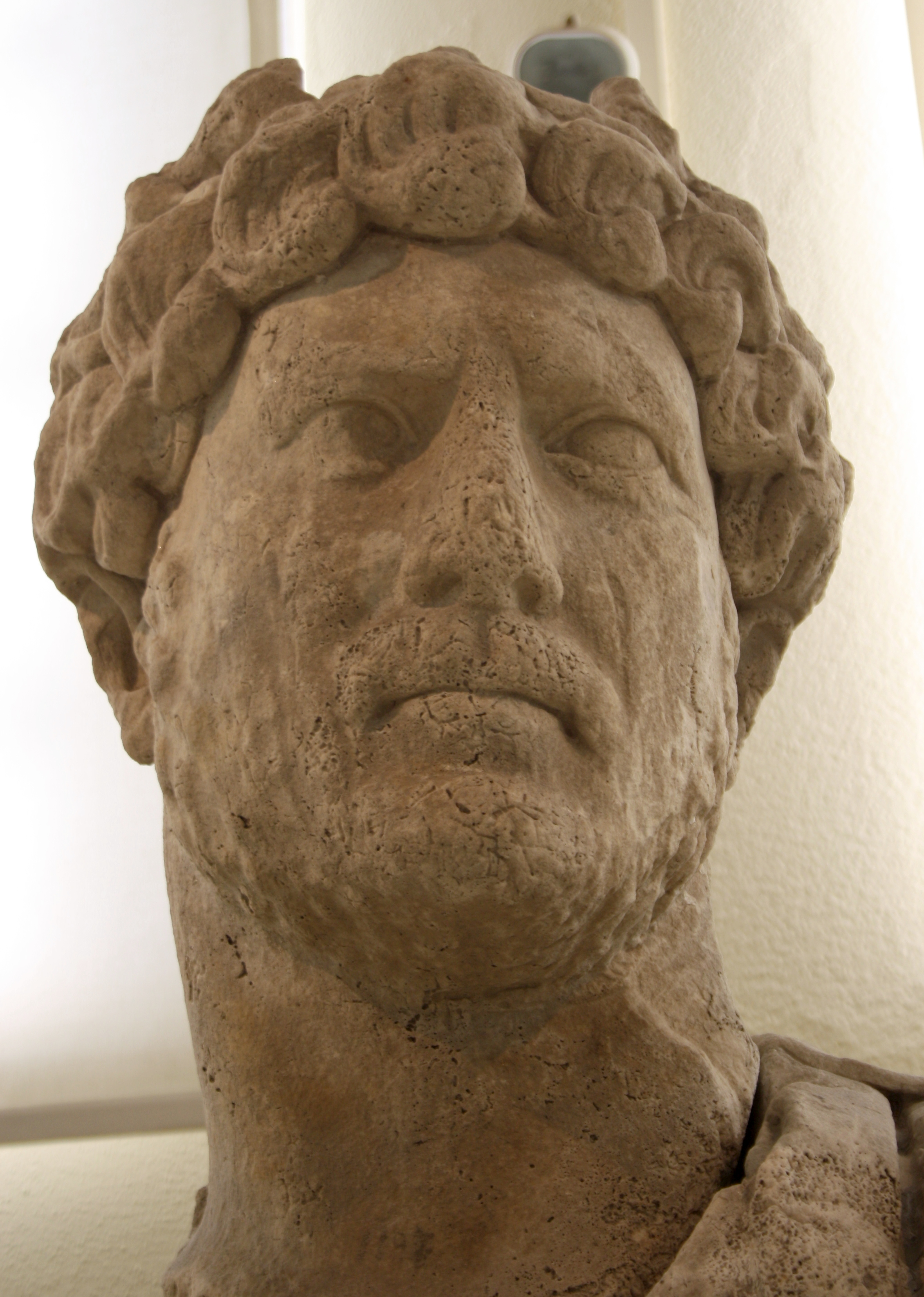
Cabeza
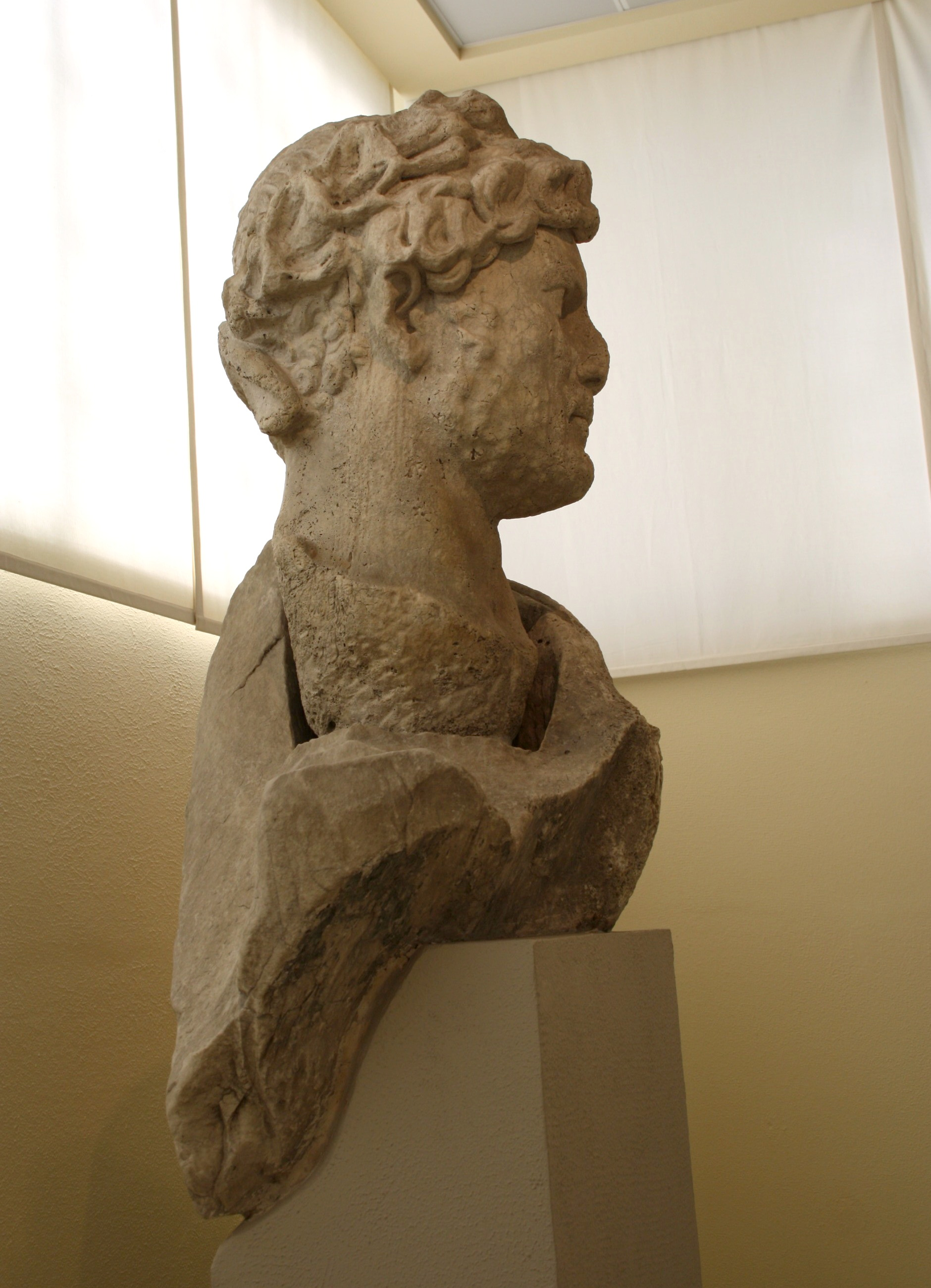
Vista izquierda